# مات بوكورا
مات بوكورا (بالأحرف اللاتينية Matt Pokora) ويُعرف أيضاً بـ إم. بوكورا (بالأحرف اللاتينية M. Pokora) هو مغني وكاتب أغاني فرنسي من أصل بولوني شهير. وُلد في سترازبورغ، فرنسا في 26 سبتمبر/أيلول 1985 واسمه الحقيقي ماتيو توتا Matthieu Tota، أبوه لاعب محترف سابق في كرة القدم اسمه André Tota .

## سيرته الذاتية
كان عضوا في فرقة Mic Unity واشترك في مسابقة «بوبستارز» الفرنسي للهواة وحاز على شهرة كأحد أعضاء الفرقة الشبابية Linkup في العامين 2003 و2004 مع إصدار ألبوم Notre étoile ومنه السينغل الناجح "Mon étoile". ولكن الإصدارات اللاحقة "Une seconde d'éternité" وأغنية مشتركة مع الفريق الشبابي الإنجليزي Blue في "You and Me Bubblin'" لم تلاق النجاح وانفرط عقد الفريق.
إلا أن ماتيو توتا قرر الاستمرار في الغناء منفرداً، وأصدر أول ألبوم له "M. Pokora" سنة 2004 ولاقي نجاحا كبيرا مع السينغلات "Showbiz" و "Elle me contrôle" و "Pas sans toi" وحائز على عدة جوائز في عدة مسابقات منها NRJ Music Awards ، ليتوج بذلك ألبومه الأول بالقرص الذهبي.
و في سنة 2006, أصدر ألبومه الغنائي الثاني 'Player" والذي احتل به المرتبة الأولى في سوق المبيعات بفرنسا. في سنة 2008 سيصدر ألبوما إنجليزياً "MP3" والذي قوبل بعدة انتقادات من طرف الصحافة الفرنسية فلم يلاقي نفس نجاح ألبومه السابق، علماً أن السينغل "Dangerous" والذي شارك فيه النجم العالمي تمبالاند سيحتل المرتبة الأولى بفرنسا وسيلاقي نجاحاً في باقي دول العالم، وسيفوز لأول مرة في حياته بجائزة "أحسن مغني پوپ في العالم" في "ESKA Music wards" سنة 2009.
بعد هذا الألبوم العالمي، سينتج سنة 2010 ألبومًا فرنسياً "Mise À Jour" مع نسخة بالإنجليزية "Updated" سنة 2011 لم تلاقي نجاحاً عكس الألبوم والذي توّج بقُرص من الپلاتين مع 000 200 نسخة من المبيعات. النسخة الثانية للألبوم "Mise À Jour Version 2.0" مع إعادته لأغنية "À nos actes manqués" أغنية الثلاثي Fredericks Goldman Jones.
بفضل هذه الأغنية سيحتل المرتبة الأولى لثاني مرة في فرنسا.وفي أواخر سنة 2011، سيعلن اسم ألبومه الجديد وهو الخامس له. "À La Poursuite Du Bonheur" سيحتل المرتبة الثانية في فرنسا فور صدوره، ليكون بذلك ثاني أحسن ترتيب لألبومات النجم "M. Pokora". ومع الرقم الكبير جداً الذي حققه في سوق المبيعات بأكثر من 000 300+ نسخة بيعت في فرنسا، سيتوجّ هذا الألبوم بثلاثي قرص الپلاتين، وبقرص الپلاتين في بلجيكا، ليبقى لحدّ الآن هذا الألبوم أحسن عمل قام به "M. Pokora".
في سنة 2011، شارك في النسخة الأولى لمسابقة "Danse avec les stars" في قناة تي أف 1 ليفوز بالمسابقة أمام صوفيا السعيدي.
وفي يناير من سنة 2012، التحق بعدة فنانين في "Enfoirés" في العروض التي تقدمها الجمعية الخيرية Restos du cœur .

## الألبومات
- 2003: Notre Étoile (LinkUp)
- 2004: M. Pokora
- 2006: Player
- 2007: Player (Réédition)
- 2008: MP3
- 2010: Mise À Jour
- 2010: Updated
- 2011: Mise À Jour Version 2.0
- 2012: A La Poursuite Du Bonheur
- 2012: À La Poursuite du Bonheur (Réédition)
- 2013: Live À Bercy
- 2013: Robin Des Bois - Ne Renoncez Jamais
- 2014: Robin Des Bois - Ne Renoncez Jamais (Réédition)
- 2015: R.E.D
- 2016: Live A L'accorhotel Arena
- 2016: My Way
- 2017: My Way Tour
- 2019: Pyramide

## المسرح الغنائي
- 2013: (Robin des Bois (Comédie Musicale

## وصلات خارجية
- مات بوكورا على موقع IMDb (الإنجليزية)
- مات بوكورا على موقع ألو سيني (الفرنسية)
- مات بوكورا على موقع ميوزك برينز (الإنجليزية)
- مات بوكورا على موقع أول ميوزيك (الإنجليزية)
- مات بوكورا على موقع ديسكوغز (الإنجليزية)
- مات بوكورا على موقع قاعدة بيانات الفيلم (الإنجليزية)

الموقع الرسمي